# Ambès
Ambès är en kommun i departementet Gironde i regionen Nouvelle-Aquitaine i sydvästra Frankrike. Kommunen ligger i kantonen Lormont som tillhör arrondissementet Bordeaux. År 2022 hade Ambès 3 291 invånare.

## Befolkningsutveckling
Antalet invånare i kommunen Ambès
Referens:INSEE